# Permotermopsidae
Permotermopsidae – wymarła rodzina owadów z rzędu świerszczokaraczanów. W zapisie kopalnym znane są z permu, od cisuralu po loping. Ich skamieniałości znajduje się na terenie Rosji i Niemiec.
Owady te miały przednie skrzydła pozbawione międzykrywki, w ich użyłkowaniu żyłka subkostalna kończyła się łącząc z kostalną, sektor radialny brał początek w nasadowej połowie skrzydła, a pole kostalne na wysokości tego miejsca było większej szerokości niż pole subkostalne. W nasadowej ⅓ skrzydła, przed wysokością nasady sektora radialnego, dochodziło do rozgałęzienia żyłki medialnej. Występowała także żyłka M5. Przednia żyłka kubitalna była ku tyłowi grzebieniasta, wyposażona w odgłęzienia tylne i u większości rodzajów zaczynająca rozgałęzianie za nasadową ⅓.
Takson ten wprowadzony został w 1937 przez Andrieja Martynowa. Po rewizji Aristowa z 2015 należą do niego następujące rodzaje:
- †Belebey Aristov, 2015
- †Idelina Storozhenko, 1992
- †Khosaridelia Storozhenko, 1992
- †Kortshakolia Sharov, 1961
- †Permofossilis Aristov, 2013
- †Permotermopsis Martynov, 1937
- †Permula Handlirsch, 1919